# Joan Hughes
Joan Lily Amelia Hughes (Newham, 27 aprile 1918 – Somerset, 16 agosto 1993) è stata un'aviatrice inglese.

## Biografia
La Hughes cominciò a prendere lezioni di volo a 15 anni, quando ancora non esistevano restrizioni di legge sull'età degli aviatori in Gran Bretagna e conseguì il brevetto di pilota a 17 anni diventando la più giovane pilota donna della nazione.
Grazie all'esperienza di volo, entrò nell'ATA (Air Transport Auxiliary), facendo parte del gruppo delle prime otto aviatrici ausiliarie che si occupavano del trasporto di velivoli, delle quali era la più giovane. A 22 anni aveva maturato 600 ore di esperienza compresi i bombardieri a quattro motori come il Short Stirling. Fu l'unica donna a istruire i piloti su tutti gli aerei in servizio.
La Hughes continuò a volare dopo la guerra, fu istruttore di volo al quartier generale dell'ATA a White Waltham nel Berkshire, istruttore di volo per l'Airways Aero Association, prima con White Waltham Airfield, quindi con Booker Airfield.
Per la sua corporatura leggera e per la sua esperienza di volo, nel 1964 fu reclutata per collaudare una replica del monoplano Santos-Dumont Demoiselle del 1909, pilotandolo nel film Quei temerari sulle macchine volanti del 1965; nel 1966 pilotò una replica di un aereo della prima guerra mondiale in La caduta delle aquile (1966) e un Tiger Moth per le riprese delle scene di volo in Thunderbird 6 (1968).
Quando lasciò il Booker Airfield nel 1985 aveva totalizzato 11 800 ore di volo.
Fu nominata membro dell'Ordine dell'Impero Britannico per i suoi meriti di guerra.